# 贝尔夫卢
贝尔夫卢（法語：Belflou）是法国奥德省的一个市镇，位于该省西北部，属于卡尔卡松区。该市镇2009年时的人口为121人。

## 人口
贝尔夫卢人口变化图示
| 数据来源：INSEE |